# 山本良介
山本 良介（やまもと りょうすけ、1979年5月17日 - ）は京都市生まれのトライアスロン選手。京都市立紫野高等学校中退、通信教育で向陽台高等学校卒業。キタジマアクアティクス所属、前所属はトヨタ車体。身長178cm、体重68kg。

## 経歴
小学生の時に水泳と長距離走を始める。トライアスロンとの出会いは高校3年の時で、いきなり日本ジュニア選手権で優勝。2006年アジア競技大会4位。北京オリンピックでは1.5kmのスイムで40位と大きく出遅れたことと、バイクでの仕掛けが失敗したことが響き、30位に終わる。
2010年10月17日、第16回日本トライアスロン選手権では初優勝を飾った。
2010年11月14日、2010年アジア競技大会(広州)で銀メダルを獲得した。

## 出演

### ウェブテレビ
- ボブ・サップ緊急来日!第1回Abema杯5種競技HAOOO5!（2017年10月14日、10月22日、AbemaTV）[1]